# انترپرایز آمریکا

شماره مارس سال ۲۰۰۶ مجله انترپرایز آمریکا (TAE).

انترپرایز آمریکا (The American Enterprise) یا TAE یک مجله ی سیاست عمومی است که توسط موسسه آمریکایی در واشنگتن منتشر میشود.موضوع سرمقاله ی آن از لحاظ سیاسی محافظه‌کاری بوده که عموماً از اقتصاد ازاد و سیاست خارجه ی محافظه کار در ایالات متحده ی امریکا حمایت میکند.
این مجله تقریباً 8 بار در سال منتشر میشود. علاوه بر محتوای منتشر شده در نسخه ی چاپی وب سایت مجله شامل مقالات و عناوین تحن عنوان TAE daily است.

## پیوندهای مرتبط
- وب‌گاه رسمی انستیتوی انترپرایز آمریکا
- وب‌گاه رسمی مجله انترپرایز آمریکا (TAE)